# Photo Booth
Photo Booth — программа из состава macOS от Apple для изготовления снимков с помощью встроенной или внешней веб-камеры iSight компьютера.

## О программе
С помощью Photo Booth и веб-камеры iSight или другой веб-камеры можно сделать собственную фотографию и использовать её в различных целях. Фотография будет интереснее, если во время съёмки использовать какой-нибудь эффект.
PhotoBooth сохраняет снимки и видеоклипы в папке «Photo Booth», которая находится в папке «Изображения» внутри папки пользователя. Чтобы просмотреть файлы снимков, выделите миниатюру и выберите «Файл» > «Показать в Finder».
Фотографии сохраняются как JPEG-файлы. Фильмы 4-up сохраняются в четырех файлах JPEG. Видеоклипы сохраняются в виде MOV-файлов.

## Возможности программы
- Выбор вида снимка
- Выбор эффекта
- Выбор видеозаставки
- Видеосъёмка
- Использование снимков